# Achaetomium globosum
Achaetomium globosum är en svampart som beskrevs av J.N. Rai & J.P. Tewari 1964. Achaetomium globosum ingår i släktet Achaetomium och familjen Chaetomiaceae.   Inga underarter finns listade i Catalogue of Life.